# 伯鐸·法伯爾
聖伯鐸·法伯爾（法語：Pierre Lefevre，1506年4月13日—1546年8月1日）是首批耶穌會教士及神學家，與依納爵·羅耀拉及方濟·沙勿略是耶穌會的共同創立者。方濟各 (教宗)於2013 年 12 月 17 日在梵蒂冈宣布封聖。

## 生平經歷

### 早年生活
法伯爾於1506 年出生自一個名為Villaret村的農民家庭，在萨伏依公国（現於法国上薩瓦省的圣让德西）。年幼時，法伯爾是一名在法国阿尔卑斯山高原牧場的牧羊人。他雖然沒受過什麼教育，但記憶力非凡；在早上只聽過一次的佈道內容，他可以在下午逐字複述給他的朋友聽。 他的兩個叔叔是加爾都西會的先輩。 最初，他被託付給托讷的一位牧師照顧，後來被託付給鄰近村莊福龙河畔拉罗什的一所學校.
1525 年，法伯爾前往巴黎求學。他被巴黎最古老的學校聖巴貝學院()錄取，當時他與方濟·沙勿略一同合宿。 於此同時，法伯爾的靈性視野觀點，受到宗教敬禮普及、基督教人文主义和中世紀晚期经院哲学的影響而開始發展。 法伯爾和方濟·沙勿略成為密友，並於 1530 年同一天獲得文學碩士學位。在大學期間，法伯爾還結識了依納爵·羅耀拉，並成為他的夥伴之一。他曾教導依納爵·羅耀拉亚里士多德的哲學，而依納爵·羅耀拉在屬靈有關的事上輔導法伯爾。法伯爾在回憶錄提到依納爵·羅耀拉如何幫助自己時寫道：“他讓我理解了我的內心意識，以及找到了我長期以來一直無法理解所受到的誘惑和躊躇的影響，讓我終於能夠盡到心裏平和的方式。” 方濟·沙勿略、法伯爾和 依納爵·羅耀拉 最後都成為在巴黎大學彼此的室友，並且都被耶穌會士承認為耶稣会的創始人。

### 耶穌會傳教士

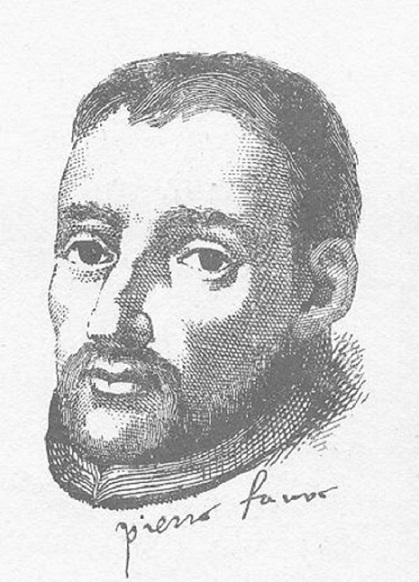
聖伯鐸·法伯爾，耶穌會

法伯爾是共同創立耶穌會成員中，第一個被聖秩聖事的人。1534 年 5 月 30 日成為神父後，他在 8 月 15 日在蒙馬特接受了依納爵·羅耀拉和他的五位同伴的宗教誓言。
畢業後，羅耀拉指示他的同伴在威尼斯會面，並在那裡將同伴們委託法伯爾指導後，返回西班牙進行了一段時間的療養。 在羅耀拉療養之時，法伯爾也成了沙勿略和他的同伴最尊敬的人。  1536 年 11 月 15 日離開巴黎， 1537 年 1 月法伯爾和他的同伴再次於威尼斯與羅耀拉會合。當威尼斯和土耳其人之間的戰爭，阻止他們原先欲向聖地傳福音的計劃時， 他們決定組建群體成為耶穌會，也被稱為耶穌會教團。該小組隨後前往羅馬，在那裡他們將自己置於教宗保祿三世的管轄之下。在法伯爾花了幾個月的時間傳道和教導之後，教宗就派他去帕尔马和皮亚琴察，在那裡他帶來了基督教虔誠的復興。

### 逝世
1546年，法伯爾受教宗保祿三世任命，代表聖座擔任特倫多大公會議的神學顧問（peritus）。當時年僅40歲的法伯爾，因長期不懈地奔波與努力（且總是徒步旅行），已身心俱疲。1546年4月，他離開西班牙前往參加大公會議，並於同年7月17日抵達羅馬，當時已因發燒而虛弱不堪。據傳，他於8月1日安逝在羅耀拉的懷中。
法伯爾的遺體最初安葬於「道路之母教堂」（Church of Our Lady of the Way），該處曾是耶穌會團體的中心。後來為興建「耶穌教堂」（Church of the Gesù），該教堂被拆除，法伯爾與其他初期耶穌會成員的遺骸也隨之被發掘。如今，他的遺骸安葬於耶穌教堂入口附近的地下聖堂中。

## 著作
法伯爾曾寫下記錄他靈性生活的日記，稱為《回憶錄》（Memoriale）。該日記的主要內容寫於1542年6月至1543年7月之間，另有部分條目來自1545年，最後一則簡短的記錄則於1546年1月完成。日記開頭引用了《聖詠集》的一句話：「我的心靈啊，請讚美上主，別忘記祂的一切恩惠。」這部作品多以對話的形式呈現，主要是法伯爾與天主之間的對話，偶爾也包括一些聖人和法貝爾同道的發言。
伯多祿・法伯爾也撰寫了《至聖聖體》一書，書中提出了關於天主存在與本質的有力論證。